# Lights and Shadows (canção)
Lights and Shadows é uma canção da banda holandesa O'G3NE. Elas irão representar os Países Baixos no Festival Eurovisão da Canção 2017.